# 鄭進一
鄭俊義（1955年6月23日—），台灣男藝人。藝名鄭進一，因唱腔近似日本演歌歌手森進一。

## 生涯
鄭俊義出生於台南縣新營鎮。

### 1962年—1984年
1962年至1965年間，鄭進一參加許多歌唱比賽；其中，在台南勝利電台、雲林虎尾電台、彰化國聲電台、嘉義電聲電台和南投草屯電台等五場歌唱比賽，都得到歌唱比賽第一名。鄭進一在十歲時，灌錄第一首被收錄合輯的單曲《孝子的願望》。鄭進一成年後，被主持人張菲邀請共同擔任秀場主持人，兩人在台灣各地秀場的共同演出大受歡迎，鄭進一從此聲名大噪。直到1982年，鄭進一為林慧萍創作單曲《情懷》，是鄭首次發表幫別人創作的歌曲；往後多年，鄭進一持續幫其他歌手創作詞曲。

### 1985年—1999年
1985年，鄭進一加盟「金圓唱片」，不久錄製首張個人國語專輯《情訴》，花費二年完成專輯的製作，主打歌為〈夢寐以求〉。鄭進一加盟金圓唱片時期發行的另一張國語專輯《今夜，我想喝醉》，主打歌則為〈今夜，我想喝醉〉。後來，鄭進一轉而加入滾石唱片，期間推出國語專輯《我的壞男人》，主打歌是〈對於妳們，我永遠心疼〉。1990年代中期，鄭進一加入「金瓜石音樂」。此時期的鄭進一，推出台語專輯《世間》，主要諷刺台灣政治、社會現況等。1999年，鄭進一跳槽大信唱片，不久發行創作EP《勇敢是咱的名》，鄭進一找製作人何慶清共同擔綱這張EP的製作人。主打歌《勇敢是咱的名》在這張EP中有兩首演唱版本、一首演奏曲和一首伴奏曲等，一是鄭進一和王識賢合唱，二是民視演藝人員合唱，三是《勇敢是咱的名》的演奏曲，四是《勇敢是咱的名》的伴奏曲。這張EP是為了921大地震賑災募款，以義賣價新台幣200元發行。

### 2000年—至今
後來，鄭進一規劃推出「口白歪歌」系列專輯時，也開始實行他的「黑名單計劃」。2000年2月時，鄭進一找賀一航合作推出《歪歌系列之口白歌 愛國精神病》，這張專輯收錄的多首歪歌為：《愛國精神病》改編自江蕙的《酒後的心聲》；《音樂世家》是改編新寶島康樂隊的《鼓聲若響》；《山頂的瘋狗兄》改自Leslie Sarony的《Fine Alpine Milkman》；《無你，我尚歡喜》改編吳晉淮的《暗淡的月》；《阿母的手段》改編自鄭進一自己的《媽媽請你不通痛》；《賊仔的心聲》改編金門王與李炳輝的《流浪到淡水》；《新男性的復仇》則改編文夏的《男性的復仇》。同年7月26日，鄭進一與澎恰恰、許效舜合作再發行《口白歪歌系列2 簡簡單單》，專輯詞曲花費新台幣180萬元；其中首波主打歌曲《麻將歌》，是鄭進一花費新台幣40萬元向自己的舊東家金圓唱片買下陳雷原唱的《歡喜就好》版權，之後套用自己與台語唱片界大亨、吉馬唱片老闆陳維祥改編的歌詞。2001年1月5日，鄭進一與林安迪、唐從聖續推出《口白歪歌系列Ⅲ 救國神經病》；雖然這張專輯鄭進一沒有用別具風格的自創歌詞改編原唱歌曲，仍用詼諧搞笑的趣味口白搭配歌詞。
2014年6月，鄭進一和康康主持的華視綜藝音樂節目《周五王見王》開播；同年8月，節目調整播出時段並改名為《綜藝王見王》；同年9月，節目宣告停播，10月初播出最後一集。

## 個人生活
2006年6月，鄭進一與陳茱莉結婚。不過卻在2007年，不到一年的時間離婚。2007年5月，鄭進一參與錄製狄鶯主持的中視談話性節目《今夜不流淚》時自稱，他和陳茱莉離婚的真正原因是自己「沒辦法與同一個女人睡太久」。
鄭進一有一獨子鄭倫境。鄭倫境24歲時，曾因觸犯《妨害兵役治罪條例》、《中華民國刑法》傷害罪等罪名入獄一年多。鄭倫境29歲時，與鄭進一相認。2008年2月26日，鄭倫境發表第一張專輯《崩潰》；鄭進一在該專輯發表會上為兒子到場宣傳支持時表示：「周倫是『百年難得一見』，鄭倫境是『九十年難得一見』。」鄭進一另有位長相貌似的弟弟鄭進二曾是藝人，本名鄭俊明。
2008年9月28日，鄭進一於「喜悅合一教會」受洗成為基督徒。和他一起受洗的還有藝人姜厚任，兩人受洗日巧遇颱風，姜厚任對鄭進一開玩笑表示：「一定是你的罪孽太重，上天怕教會的水不夠，才會派來強颱徹底洗禮你。」聽聞「鄭進一要受洗」，好友都懷疑自己的耳朵，就連他自己也感到不可思議，他在教友的擁抱祝福下完成受洗儀式。鄭進一坦言，「整個人起雞皮疙瘩，感動到很想哭出來。」鄭進一和前妻陳茱莉離婚後，經歷了人生變化期，受洗的三個月前他在童星出身的紀寶如引薦下接觸教會後，改掉罵髒話的習慣，也沒有發過脾氣。為了表達自己慎重的決心，鄭進一連夜寫下聖歌〈耶穌我愛你〉，並且在這首歌的旋律下受洗，他表示：「以前的我自視甚高，現在找到一個比我還要厲害的上帝，當然要聽祂的。」鄭開玩笑地長嘆一口氣說：「心淨凡事皆可行，我做好追隨主的準備。」
鄭進一的師父是主持人張菲。

## 作品

### 音樂作品

#### 專輯與EP
| 專輯名稱           | 發行日期       | 曲 目 |
| ------------------ | -------------- | --- |
| 情訴               | 1986年         | 曲目 1. 夢寐以求 2. 想你想你 3. 如果有一天 4. 遊戲 5. 一個人 6. 一篇獨白 7. 情訴 8. 迷惑 9. 好夢由來醉易醒 10. 別再說什麼 11. 葫蘆奇兵 |
| 今夜我想喝醉       | 1987年         | 曲目 1. 夢寐以求 2. 想你想你 3. 如果有一天 4. 遊戲 5. 一個人 6. 一篇獨白 7. 情訴 8. 迷惑 9. 好夢由來醉易醒 10. 別再說什麼 11. 葫蘆奇兵 |
| 再說一次愛我       | 1989年         | 曲目 1. 再說一次愛我 2. 就是這樣 3. 夜 4. 夜正纏綿 5. 夢境 6. 過往雲煙 7. 往事如夢 8. 我想我已有些了解 9. 你就這樣的走 10. 何必想太多 |
| 我的壞男人         | 1990年5月      | 曲目 1. 對於你們我永遠心疼 2. 嚮往雨中 3. 言不由衷 4. 不變的是妳的美麗 5. 曾經為妳 6. 醉眼看妳 7. 繼續等候 8. 醉在自己的懷裡 9. 讓我問你 10. 對於你們我永遠心疼 ( 演奏 )                                                                                 |
| 青春悲喜曲         | 1990年12月     | 曲目 1. 新營囝仔 2. 春花望露 3. 戀歌 4. 望你早歸 5. 舊情綿綿 6. 青春悲喜曲 7. 碎心花 8. 送君情淚 9. 思想起 10. 秋風夜雨 11. 南都夜曲 |
| 孤家寡人           | 1993年6月      | 曲目 1. 胭脂馬柱到關老爺 2. 孤家寡人 3. 愛情雨 4. 每一個黃昏 5. 愈離愈開 6. 媽媽請妳不通痛 7. 電話 8. 愛妳千年萬萬年 9. 燒酒一杯煙一枝 10. 新離別之夜 |
| 世間               | 1995年1月      | 曲目 1. 世間 2. 註該的命 3. 無意無思啦 4. 愈摟愈緊 5. 一直想你 6. 相思 7. 一場夢一首歌 8. 滿天的烏 9. 什麼款的將來 10. 祝你幸福 |
| 咱的故鄉           | 1997年11月     | 曲目 1. 佛法無邊 2. 咱的故鄉 3. 戀戀不捨 4. 啊煞嘸知 5. 離祙開傷心 6. 情色男女 7. 稻草人 8. 咖啡酒 9. 心疼 10. 燕仔你是飛去叨 |
| 勇敢是咱的名       | 1999年         | 曲目 1. 勇敢是咱的名 ( vs王識賢 ) 2. 勇敢是咱的名 ( 民視大合唱 ) 3. 勇敢是咱的名 ( 演奏 ) 4. 勇敢是咱的名 ( 卡拉 ) |
| 舊愛新傷           | 1999年12月     | 曲目 1. 傻得可憐 2. 你已經嫁別人 3. 思念你的時袸 4. 吉他情歌 5. 失敗英雄 6. 我的心已經碎 7. 煙花女子 8. 胭脂馬拄著關老爺 9. 憨願頭 10. 一台腳踏車 |
| 愛國精神病         | 2000年2月1日   | 曲目 1. 愛國神經病 ( 合唱 ) 2. 我的初戀 ( 合唱 ) 3. 音樂世家 ( 合唱 ) 4. 新男性的復仇 ( 合唱 ) 5. 小妹妹 ( 合唱 ) 6. 山頂的瘋狗兄 ( 合唱 ) 7. 賊仔的心聲 ( 合唱 ) 8. 乞食頭家 ( 合唱 ) 9. 無你我尚歡喜 ( vs彭恰恰 / 許效舜 ) 10. 阿母的手段 ( vs彭恰恰 ) |
| 簡簡單單           | 2000年7月27日  | |
| 救國神經病         | 2001年1月5日   | 曲目 1. 救國神經病 ( 合唱 ) 2. 0204 ( 合唱 ) 3. 無某調 4. 妻變 ( 安迪 ) 5. 塞車 ( vs唐從聖 ) 6. 肥死 ( vs安迪 ) 7. 廢話 ( vs唐從聖 ) 8. 著三驚 9. 乞食歌 ( vs安迪 ) 10. 股票袂擱落                                                                       |
| 月娘茶             | 2001年10月13日 | 曲目 1. 月娘茶 2. 家後 3. 一袸西北雨 4. 煙花淚 5. 古早的故鄉 6. 一個人 7. 海鳥 8. 戀歌唱袂完 9. 癡情夢 10. 最後一站 |
| 樂透狂想曲         | 2003年4月9日   | 曲目 1. 樂透狂想曲 ( 合唱 ) 2. 難忘 ( 許效舜 ) 3. 幾輪 ( 合唱 ) 4. 賊星註敗 ( 合唱 ) 5. Oh ! 人客 ( 合唱 ) 6. 算命歌 7. 不老的爸爸 ( 合唱 ) 8. 夜半琴詩 ( 合唱 ) 9. 不知 ( 許效舜 ) 10. 英雄 ( 許效舜 ) 11. Good Bye My Love ( vs吳淑敏 )                |
| 有你置身邊         | 2006年6月9日   | 曲目 1. 有你置身邊 2. 老孤單 3. 尪仔某 ( vs詹雅雯 ) 4. 悶 5. 睏到自然醒 6. 老父 7. 夫妻之歌 ( vs董育君 ) 8. 家後 9. 酒國做英雄 10. 老婆 ( 國語 ) 11. 醉 ( 國語 )                                                                                         |
| 感謝妳。陪我彼多年 | 2008年         | 曲目 1. 感謝妳。陪我彼多年 2. 經典 ( vs張瑞涵 / 國語 ) 3. 你好嗎 ( 張瑞涵 / 國語 ) 4. 問 ( 國語 ) 5. 癡癡的等 ( 國語 ) 6. 傷心是咱的名 ( vs張瑞涵 ) 7. 舊情難忘 8. 不知 9. 感謝妳。陪我彼多年 ( 卡拉 ) 10. 經典 ( 卡拉 )                                 |
| 望你平安           | 2010年         | 曲目 1. 望你平安 2. 愛情 3. 風雨城市 4. 軟心的人 5. 演戲 6. 感情路 7. 雲過月無明 8. 人生舞台 9. 望你平安 ( 卡拉 ) 10. 愛情 ( 卡拉 ) |
| 幸福支票           | 2011年         | 曲目 1. 幸福支票 2. 老朋友 ( 國語 ) 3. 我哩勒 4. 別讓我失望 ( vs秀蘭瑪雅 / 國語 ) 5. 花剎剎 6. 隨在你灌 7. 身為女人 8. 兩包藥 ( 國語 ) 9. 夜玫瑰 10. 代價                                                                                                |

#### 詞曲創作
- 不含個人專輯收錄作品

| 年份   | 歌曲             | 歌手         | 專輯                     | 創作 |
| ------ | ---------------- | ------------ | ------------------------ | ---- |
| 1982年 | 情懷             | 林慧萍       | 《往昔》                 | 詞曲 |
| 1987年 | 想念的季節       | 甄秀珍       | 《佔據我的心》           | 詞曲 |
| 1988年 | 痴心錯付         | 劉德華       | 《回到你身邊》           | 詞曲 |
| 1990年 | 寂寞的小路       | 江蕙         | 《夢中情》               | 詞曲 |
| 1990年 | 那會彼無注意     | 江蕙         | 《夢中情》               | 詞曲 |
| 1990年 | 傷心是我的愛情   | 江蕙         | 《夢中情》               | 詞曲 |
| 1991年 | 愛情雨           | 江蕙         | 《愛情雨》               | 詞曲 |
| 1991年 | 愈離愈開         | 江蕙         | 《愛情雨》               | 詞曲 |
| 1991年 | 已經不必要       | 李嘉         | 《迺夜市》               | 詞曲 |
| 1991年 | 故鄉             | 葉啟田       | 《故鄉》                 | 詞曲 |
| 1991年 | 古錐的           | 葉啟田       | 《故鄉》                 | 詞曲 |
| 1992年 | 天下一定是咱的   | 葉啟田       | 《天下一定是咱的》       | 詞曲 |
| 1992年 | 內山故娘嫁了後   | 葉啟田       | 《天下一定是咱的》       | 詞曲 |
| 1992年 | 吉他情歌         | 葉啟田       | 《天下一定是咱的》       | 詞曲 |
| 1992年 | 電話             | 葉啟田       | 《天下一定是咱的》       | 詞曲 |
| 1992年 | 想               | 葉啟田       | 《天下一定是咱的》       | 詞曲 |
| 1992年 | 媽媽請你不通痛   | 葉啟田       | 《天下一定是咱的》       | 詞曲 |
| 1992年 | 緣份天註定       | 葉啟田       | 《天下一定是咱的》       | 詞曲 |
| 1992年 | 夫妻之歌         | 余天&李亞萍  | 《為什麼離開我》         | 詞曲 |
| 1995年 | 台灣話           | 陳雷         | 《台灣話》               | 詞曲 |
| 1996年 | 憨愿頭           | 許效舜       | 《憨愿頭》               | 詞曲 |
| 1996年 | 查埔查某         | 許效舜       | 《憨愿頭》               | 詞曲 |
| 1996年 | 本份             | 許效舜       | 《憨愿頭》               | 詞曲 |
| 1996年 | 每一個黃昏       | 許效舜       | 《憨愿頭》               | 詞曲 |
| 1996年 | 孤孤我一個       | 許效舜       | 《憨愿頭》               | 詞曲 |
| 1996年 | 一台腳踏車       | 許效舜       | 《憨愿頭》               | 詞曲 |
| 1996年 | 永遠的愛         | 許效舜       | 《憨愿頭》               | 詞曲 |
| 1996年 | 已經無必要       | 許效舜       | 《憨愿頭》               | 詞曲 |
| 1996年 | 路邊的路燈       | 許效舜       | 《憨愿頭》               | 詞曲 |
| 1996年 | 思思念念         | 許效舜       | 《憨愿頭》               | 詞曲 |
| 1996年 | 愛作夢的查某囡仔 | 南台灣小姑娘 | 《愛作夢的查某囡仔》     | 詞曲 |
| 1996年 | 花與蝶           | 真妮         | 《採花集》               | 詞曲 |
| 1998年 | 世間仙           | 廖峻&陳亞蘭  | 《土地公傳奇》電視原聲帶 | 詞曲 |
| 2001年 | 家後             | 江蕙         | 《江蕙同名專輯》         | 詞曲 |
| 2003年 | 彼呢愛你         | 江蕙         | 《江蕙紅線專輯》         | 詞曲 |
| 2022年 | 車馬炮           | 龍飛         | 《車馬炮》               | 詞曲 |

#### 演唱會
- 2017年，鄭進一《台灣一歌》台北小巨蛋演唱會[5]

### 主持作品

#### 電視節目
| 時間                                             | 頻道       | 節目名稱                  | 備註                                                                                                   |
| ------------------------------------------------ | ---------- | ------------------------- | --- |
| 1984年11月3日—1984年11月24日，每週六13:00至14:00 | 台視       | 《綜藝龍虎榜》            | 與胡瓜共同主持。                                                                                       |
| 1984年12月1日—1985年4月13日，每週六12:50至14:00  | 台視       | 《周末1250》              | 與胡瓜共同主持。                                                                                       |
| 1986年11月2日—1990年5月                          | 華視       | 《鑽石舞台》              | 先與胡瓜擔任助理主持，主持人高凌風、夏玲玲請辭後，與胡瓜共同擔任主持人。鄭進一請辭之後，改由陽帆接任。 |
| 1987年4月19日—1987年6月28日                      | 華視       | 《開心果》                | 與楊烈、邢峰共同主持。                                                                                 |
| 1987年1月1日—1988年5月31日                       | 華視       | 《連環泡》—〈今天事〉單元 | 與胡瓜共同主持。                                                                                       |
| 1990年6月16日—1991年2月2日，每週六20：00～22：00 | 中視       | 《今宵一路發》            | 與賀一航共同主持。                                                                                     |
| 2005年11月—2006年                                | 華視       | 《台灣開心秀》            | 接替原主持人之一余天，與李亞萍、共同主持。                                                             |
| 2005年5月—2008年                                 | 八大第一台 | 《台灣望春風》            | 與蔡幸娟共同主持。                                                                                     |
| 2014年6月20日—2014年8月3日，每週五20：00～22：00 | 華視       | 《周五王見王》            | 與康康共同主持，後調整播出時段，名稱改為《綜藝王見王》。                                               |
| 2014年8月3日—2014年10月5日，每週日20：00～22：00 | 華視       | 《綜藝王見王》            | 與康康共同主持。                                                                                       |

### 戲劇作品

#### 電視劇
| 年份 | 頻道       | 劇名             | 角色   |
| ---- | ---------- | ---------------- | ------ |
| 1983 | 台視       | 《阿仙哥》       | 阿仙哥 |
| 1987 | 華視       | 《小人物立大功》 | 李貞凡 |
| 2004 | 緯來電影台 | 《殭屍保鑣》     |        |
| 2005 | 緯來電影台 | 《殭屍寶貝》     |        |
| 2020 | 東風衛視   | 《有家雜貨店》   |        |
| 2024 | 民視       | 《商魂》         | 劉水深 |

#### 電影
| 年份   | 片名                                 | 角色   |
| ------ | ------------------------------------ | ------ |
| 1986年 | 《歡樂龍虎榜》                       |        |
| 1987年 | 《大頭兵》                           | 四眼蛋 |
| 1987年 | 《大頭兵2 大頭兵出擊》               | 四眼蛋 |
| 1987年 | 《大頭兵3 阿兵哥》                   | 四眼蛋 |
| 1987年 | 《福星假期》：與胡瓜一同於港片中客串 |        |
| 1987年 | 《先生騙鬼》                         | 寧采臣 |
| 1988年 | 《大頭仔》                           |        |
| 1988年 | 《天才小兵》                         | 郵差   |
| 1988年 | 《報告典獄長》                       | 走狗一 |
| 1988年 | 《人鬼狐新傳》                       | 金公子 |
| 1989年 | 《七隻狐狸八條狗》                   |        |
| 1989年 | 《小人物》                           |        |

#### 導演
| 年份   | 片名                 |
| ------ | -------------------- |
| 1988年 | 《記得當時年紀小》   |
| 1988年 | 《七隻狐狸八條狗》   |
| 1988年 | 《英雄無膽》         |
| 1990年 | 《鄭進一的鬼故事》   |
| 1990年 | 《成功嶺2 全面出擊》 |

## 廣告代言
- 鄭杏泰生物科技「鄭杏泰金佳味救肺散」
- 華視《抱喜報喜》主題曲作詞、作曲兼主唱

## 獎項

### 金鐘獎
| 年份   | 獲提名         | 獎項                             | 結果 |
| ------ | -------------- | -------------------------------- | ---- |
| 1987年 | 《鑽石舞台》   | 第22屆金鐘獎綜藝節目主持人       | 提名 |
| 1988年 | 《鑽石舞台》   | 第23屆金鐘獎綜藝節目主持人       | 提名 |
| 2005年 | 《台灣望春風》 | 第40屆金鐘獎歌唱音樂節目主持人獎 | 提名 |
| 2006年 | 《台灣望春風》 | 第41屆金鐘獎歌唱綜藝節目主持人獎 | 提名 |
| 2008年 | 《台灣望春風》 | 第43屆金鐘獎歌唱綜藝節目主持人獎 | 提名 |

### 金曲獎
| 年份   | 獲提名                     | 獎項                         | 結果 |
| ------ | -------------------------- | ---------------------------- | ---- |
| 1991年 | 葉啟田《故鄉》             | 第3屆金曲獎最佳作詞人獎      | 提名 |
| 1994年 | 鄭進一《胭脂馬拄到關老爺》 | 第6屆金曲獎最佳年度歌曲獎    | 提名 |
| 2001年 | 江蕙《家後》               | 第13屆金曲獎最佳作詞人獎     | 提名 |
| 2007年 | 鄭進一《有你置身邊》       | 第18屆金曲獎最佳台語男歌手獎 | 提名 |

## 資料來源
- 胡瓜、許效舜主持，中視綜藝節目《紅白勝利》：〈我的成長：鄭進一〉

1. ↑  康康獲海外演出 謝高凌風庇蔭 （页面存档备份，存于），中時電子報，2014-09-30
2. ↑  胡瓜搶錢王吳宗憲退位 （页面存档备份，存于），蘋果日報 (台灣)，2004-12-19
3. ↑  . 第49屆廣播電視金鐘獎官方網站. 2014-09-19. （原始内容存档于2015-01-02）.
4. ↑  許逸群. . ETtoday星光雲. 2015-08-07  [2018-05-04]. （原始内容存档于2017-11-20）.
5. ↑  .   [2017-04-07]. （原始内容存档于2017-04-08）.

## 外部連結
- 鄭進一在互联网电影资料库（IMDb）上的資料（英文）
- 鄭進一在香港影庫上的簡介
- 鄭進一在豆瓣上的资料（简体中文）
- 鄭進一在时光网上的簡介（简体中文）
- 華文影史庫 鄭進一 簡介 （页面存档备份，存于）